# Graziano Battistini
Graziano Battistini (* 12. Mai 1936 in Fosdinovo; † 22. Januar 1994 in Baccano di Arcola) war ein italienischer Radrennfahrer.

## Sportliche Laufbahn
Battistini war im Straßenradsport aktiv. Als Amateur gewann er 1957 das Rennen Ruota d’Oro, 1958 den Gran Premio San Pellegrino.
Battistini wurde 1959 im Radsportteam Legnano Berufsfahrer, nachdem er zuvor als Unabhängiger gestartet war. 1960 siegte er in der Coppa Sabatini vor Cleto Maule. Im Juli gewann er zwei Etappen der Tour de France. 1961 gewann er eine Etappe des Rennens Rom–Neapel–Rom. Etappensiege im Giro d’Italia gelangen ihm 1962 und 1965. Den Giro bestritt er zehnmal. Dreimal konnte er sich unter den besten zehn Fahrern platzieren, er wurde 1959 7., 1962 8. und 1963 9. des Endklassements. Die Tour de France fuhr er viermal. Dabei gelang ihm 1960 mit dem zweiten Patz hinter Gastone Nencini der bedeutendste Erfolg seiner Laufbahn. Bei den UCI-Straßen-Weltmeisterschaften 1960 auf dem Sachsenring wurde er als 13. klassiert.
Bis 1968 blieb er aktiv. Danach war er als Nachwuchstrainer tätig. Das Rennen „Memorial Graziano Battistini“ wurde zu seinen Ehren begründet.